# Штепівська сільська рада
Ште́півська сільська́ ра́да — колишній орган місцевого самоврядування в Лебединському районі Сумської області. Адміністративний центр — село Штепівка.

## Загальні відомості
- Населення ради: 1 455 осіб (станом на 2001 рік)

## Населені пункти
Сільській раді підпорядковані населені пункти:
- с. Штепівка
- с. Гутницьке
- с-ще Новопетрівка
- с. Руда

## Склад ради
Рада складається з 16 депутатів та голови.
- Голова ради: Великодний Олександр Михайлович
- Секретар ради: Кузіна Валентина Петрівна

### Керівний склад попередніх скликань
| Прізвище, ім'я, по батькові     | Основні відомості                                                                     | Дата обрання | Дата звільнення |
| ------------------------------- | ------------------------------------------------------------------------------------- | ------------ | --------------- |
| Макушенко Володимир Сергійович  | Сільський голова, 1949 року народження, член Всеукраїнського об'єднання «Батьківщина» | 26.03.2006   | 31.10.2010      |
| Великодний Олександр Михайлович | Сільський голова, 1961 року народження, освіта вища, член Партії регіонів             | 31.10.2010   |                 |

Примітка: таблиця складена за даними сайту Верховної Ради України